# Julio Ramón Ribeyro
Julio Ramón Ribeyro (* 31. August 1929 in Lima; † 4. Dezember 1994 ebenda) war ein peruanischer Autor und Schriftsteller.
Anfangs studierte Ribeyro Jura, wandte sich dann der Literatur, besonders der Kurzprosa zu.
Er veröffentlichte unter anderem die Erzählungsbände Los gallinazos sin plumas (dt. Aasgeier ohne Federn, 1955), Cuentos de circunstancias (dt. Gelegenheitsgeschichten, 1959) und Tres historias sublevantes (dt. Drei aufrührerische Geschichten, 1964) sowie mehrere Theaterstücke, die teils prämiert wurden.
1952 reiste er nach Europa. Hier entstand unter schwierigen Bedingungen sein bedeutsamstes Werk, der in viele Sprachen übersetzte Roman Crónica de San Gabriel (dt. Im Tal von San Gabriel, 1960), die Geschichte eines Jugendlichen, der in einer Bergbauernfamilie lebt. Die Rohfassung dieses Romans schrieb er im Winter 1956/57 in München. Immer wieder musste er für einen Lebensunterhalt verschiedenste Jobs als Pförtner, Fabrik- oder U-Bahn-Arbeiter annehmen. 1958 hielt er sich Berlin, Hamburg und Frankfurt auf. 1959 erhielt Ribeyro den Peruanischen Nationalpreis. 
Seit 1961 lebte Ribeyro überwiegend in Paris, zunächst als Journalist. 1965 folgte ein zweiter Roman Los geniecillos dominicales (dt. Die Sonntagskobolde), die Geschichte eines Studenten, der auf sein Erbe verzichtet und sich in den Slums herumtreibt. Sein Roman Caídos del cielo wurde 1994 unter dem Titel Himmel über Lima verfilmt (Regie: Francisco José Lombardi). In den 1980er Jahren wurde er UNESCO-Botschafter Perus in Paris. Bekannt wurde sein Streit mit seinem Freund Mario Vargas Llosa, dem er seine konservative politische Wende vorwarf, worauf dieser 1993 in seinen Memoiren El pez en el agua Ribeyro politischen Opportunismus zwecks Sicherung seines Diplomatenstatus vorhielt. Beide bewohnten dieselbe Wohnung in Paris.
In seinem Todesjahr kehrte Ribeyro nach Peru zurück und erhielt 1994 den mit 100.000 US-Dollar ausgestatteten Juan-Rulfo-Preis. 